# Francisco Petrasso
Francisco Petrasso (Beccar, 28 gennaio 2002) è un calciatore argentino, difensore del Rio Ave.

## Caratteristiche tecniche
È un difensore centrale.

## Carriera
Petrasso è cresciuto nel settore giovanile del River Plate, che ha lasciato nel 2023 per firmare con l'Independiente Rivadavia. Ha debuttato il 10 febbraio nell'incontro di Primera B Nacional vinto 2-1 contro l'Aldosivi ed in poco tempo si è consolidato come titolare al centro della difesa.
Promosso in Primera División dopo aver vinto il campionato, il 27 marzo 2024 ha segnato il suo primo gol in carriera, decidendo la sfida di in Copa Argentina contro l'Argentino (Q) terminata 1-0.
Nell'estate del 2024 si trasferisce al Rio Ave, club della prima divisione portoghese.

## Statistiche

### Presenze e reti nei club
Statistiche aggiornate al 5 giugno 2024.
| Stagione        | Squadra                 | Campionato      | Campionato | Campionato | Coppe nazionali | Coppe nazionali | Coppe nazionali | Coppe continentali | Coppe continentali | Coppe continentali | Altre coppe | Altre coppe | Altre coppe | Totale | Totale | Totale |
| Stagione        | Squadra                 | Comp            | Pres       | Reti       | Comp            | Pres            | Reti            | Comp               | Pres               | Reti               | Comp        | Pres        | Reti        | Pres   | Reti   |        |
| --------------- | ----------------------- | --------------- | ---------- | ---------- | --------------- | --------------- | --------------- | ------------------ | ------------------ | ------------------ | ----------- | ----------- | ----------- | ------ | ------ | ------ |
| 2023            | Independiente Rivadavia | PBN             | 25         | 0          | CA              | 0               | 0               |                    | -                  | -                  |             | -           | -           | 25     | 0      |        |
| 2024            | Independiente Rivadavia | PD              | 4          | 1          | CA+CdL          | 2+12            | 1+0             |                    | -                  | -                  |             | -           | -           | 18     | 2      |        |
| Totale carriera | Totale carriera         | Totale carriera | 29         | 1          |                 | 14              | 1               |                    | -                  | -                  |             | -           | -           | 43     | 2      |        |

## Palmarès

### Club

#### Competizioni nazionali
- Primera B Nacional: 1

Independiente Rivadavia: 2023